# Chileense presidentsverkiezingen 1932
De Chileense presidentsverkiezingen van 1932 vonden op 30 oktober van dat jaar plaats. De verkiezingen werden gewonnen door de kandidaat van de Partido Liberal, Arturo Alessandri. Alessandri was eerder, van 1920 tot 1924, ook als eens president van Chili geweest.

## Voorgeschiedenis
De vorige presidentsverkiezingen vonden op 4 oktober 1931 plaats en werden gewonnen door Juan Esteban Montero. Hij werd echter na enkele maanden ten val gebracht door een staatsgreep. Daarna volgde een kortstondige Socialistische Republiek Chili, die echter in september 1932 werd beëindigd door het leger. Een overgangsbestuur organiseerde vervolgens nieuwe presidentsverkiezingen.

## Uitslag
| Kandidaat                         | Kandidaat                         | Kandidaat                         | Partij                            | Partij                            | Coalitie                          | Stemmen | Percentage           |
| --------------------------------- | --------------------------------- | --------------------------------- | --------------------------------- | --------------------------------- | --------------------------------- | ------- | -------------------- |
|                                   |                                   | Arturo Alessandri Palma           |                                   | Partido Liberal                   | PL-PR-PLDo-PSR-PRS-PDa-PDo        | 187.914 | 54,79%               |
|                                   |                                   | Marmaduke Grove Vallejo           |                                   | NAP                               | NAP-IC-ARS-PSU-AGECh              | 60.856  | 17,74%               |
|                                   |                                   | Héctor Rodríguez de la Sotta      |                                   | PCon                              | Partido Conservador               | 47.207  | 13,76%               |
|                                   |                                   | Enrique Zañartu Prieto            |                                   | PLD                               | PLD-PLU                           | 42.885  | 12,50%               |
|                                   |                                   | Elías Lafertte Gaviño             |                                   | PCCh                              | Partido Comunista                 | 4128    | 1,20%                |
| Totaal geldige stemmen            | Totaal geldige stemmen            | Totaal geldige stemmen            | Totaal geldige stemmen            | Totaal geldige stemmen            | Totaal geldige stemmen            | 342.990 | 99,74%               |
| Ongeldige stemmen/ blanco stemmen | Ongeldige stemmen/ blanco stemmen | Ongeldige stemmen/ blanco stemmen | Ongeldige stemmen/ blanco stemmen | Ongeldige stemmen/ blanco stemmen | Ongeldige stemmen/ blanco stemmen | 902     | 0,26%                |
| Totaal                            | Totaal                            | Totaal                            | Totaal                            | Totaal                            | Totaal                            | 343.892 | 100%                 |
| Aantal stemgerechtigden           | Aantal stemgerechtigden           | Aantal stemgerechtigden           | Aantal stemgerechtigden           | Aantal stemgerechtigden           | Aantal stemgerechtigden           | 429.772 | Onthoudingen: 19,98% |
| Bron:                             |                                   |                                   |                                   |                                   |                                   |         |                      |

## Bron
- (es)  Elección Presidencial 1932